# Mydaselpis karooensis
Mydaselpis karooensis är en tvåvingeart som beskrevs av Hesse 1969. Mydaselpis karooensis ingår i släktet Mydaselpis och familjen Mydidae. Inga underarter finns listade i Catalogue of Life.